# EPrix de Putrajaya 2014
GP précédent GP suivant
L'ePrix de Putrajaya 2014 (2014 FIA Formula E Ycapital Management Putrajaya ePrix), disputé le 22 novembre 2014 sur le circuit urbain de Putrajaya, est la deuxième manche de l'histoire du championnat de Formule E FIA. Il s'agit de la première édition de l'ePrix de Putrajaya comptant pour le championnat de Formule E et de la deuxième manche du championnat 2014-2015.

## Essais libres
En raison des intempéries, une seule séance d'essais libres est organisée.
| Pos. | Pilote            | Voiture         | Chrono         | Écart     |
| ---- | ----------------- | --------------- | -------------- | --------- |
| 1    | Sam Bird          | Virgin Racing   | 1 min 21 s 496 |           |
| 2    | Jérôme d'Ambrosio | Dragon Racing   | 1 min 22 s 043 | + 0 s 547 |
| 3    | Sébastien Buemi   | e.dams-Renault  | 1 min 22 s 256 | + 0 s 760 |
| 4    | Oriol Servià      | Dragon Racing   | 1 min 22 s 584 | + 1 s 088 |
| 5    | Nicolas Prost     | e.dams-Renault  | 1 min 22 s 674 | + 1 s 178 |
| 6    | Karun Chandhok    | Mahindra Racing | 1 min 22 s 825 | + 1 s 329 |

## Qualifications
| Pos. | Pilote                 | Écurie          | Chrono         | Écart     | Grille |
| ---- | ---------------------- | --------------- | -------------- | --------- | ------ |
| 1    | Nicolas Prost          | e.dams-Renault  | 1 min 21 s 779 |           | 11     |
| 2    | Oriol Servia           | Dragon Racing   | 1 min 22 s 010 | + 0 s 231 | 1      |
| 3    | Sam Bird               | Virgin Racing   | 1 min 22 s 235 | +0 s 456  | 2      |
| 4    | Daniel Abt             | Audi Sport ABT  | 1 min 22 s 342 | + 0 s 563 | 3      |
| 5    | Jarno Trulli           | Trulli          | 1 min 22 s 347 | + 0 s 568 | 4      |
| 6    | Karun Chandhok         | Mahindra Racing | 1 min 22 s 612 | + 0 s 833 | 5      |
| 7    | Nelsinho Piquet        | China Racing    | 1 min 22 s 620 | + 0 s 841 | 6      |
| 8    | Nick Heidfeld          | Venturi         | 1 min 22 s 720 | + 0 s 941 | 7      |
| 9    | Bruno Senna            | Mahindra Racing | 1 min 22 s 816 | + 1 s 037 | 8      |
| 10   | Matthew Brabham        | Andretti        | 1 min 22 s 941 | + 1 s 162 | 9      |
| 11   | António Félix da Costa | Amlin Aguri     | 1 min 23 s 194 | + 1 s 415 | 10     |
| 12   | Stéphane Sarrazin      | Venturi         | 1 min 23 s 240 | + 1 s 461 | 12     |
| 13   | Franck Montagny        | Andretti        | 1 min 23 s 697 | + 1 s 918 | 13     |
| 14   | Michela Cerruti        | Trulli          | 1 min 23 s 857 | + 2 s 078 | 14     |
| 15   | Ho-Pin Tung            | China Racing    | 1 min 23 s 894 | + 2 s 115 | 15     |
| 16   | Katherine Legge        | Amlin Aguri     | 1 min 25 s 823 | + 4 s 044 | 16     |
| 17   | Jaime Alguersuari      | Virgin Racing   | Pas de temps   |           | 17     |
| 18   | Lucas di Grassi        | Audi Sport ABT  | Pas de temps   |           | 18     |
| 19   | Sébastien Buemi        | e.dams-Renault  | Pas de temps   |           | 19     |
| 20   | Jérôme d'Ambrosio      | Dragon Racing   | Pas de temps   |           | 20     |

- Nicolas Prost écope de dix places de pénalités pour avoir causé un accident lors de l'ePrix précédent.
- Jérôme d'Ambrosio écope de vingt places de pénalité pour avoir dépassé la limite de consommation d'énergie.

## Course

### Classement
| Pos. | no | Pilote                 | Écurie          | Tours | Temps/Abandon    | Grille | Points |
| ---- | -- | ---------------------- | --------------- | ----- | ---------------- | ------ | ------ |
| 1    | 2  | Sam Bird               | Virgin Racing   | 31    | 51 min 11 s 979  | 2      | 25     |
| 2    | 11 | Lucas di Grassi        | Audi Sport ABT  | 31    | + 4 s 175        | 18     | 18     |
| 3    | 9  | Sébastien Buemi        | e.dams-Renault  | 31    | + 5 s 739        | 19     | 15     |
| 4    | 8  | Nicolas Prost          | e.dams-Renault  | 31    | + 9 s 552        | 11     | 15     |
| 5    | 7  | Jérôme d'Ambrosio      | Dragon Racing   | 31    | + 13 s 722       | 20     | 10     |
| 6    | 5  | Karun Chandhok         | Mahindra Racing | 31    | + 17 s 158       | 5      | 8      |
| 7    | 6  | Oriol Servià           | Dragon Racing   | 31    | + 18 s 621       | 1      | 6      |
| 8    | 55 | António Félix da Costa | Amlin Aguri     | 31    | + 19 s 926       | 10     | 4      |
| 9    | 3  | Jaime Alguersuari      | Virgin Racing   | 31    | + 20 s 053       | 17     | 4      |
| 10   | 66 | Daniel Abt             | Audi Sport ABT  | 31    | + 45 s 663       | 3      | 1      |
| 11   | 88 | Ho-Pin Tung            | China Racing    | 31    | + 55 s 833       | 15     |        |
| 12   | 30 | Stéphane Sarrazin      | Venturi         | 31    | + 56 s 626       | 12     |        |
| 13   | 28 | Matthew Brabham        | Andretti        | 31    | + 1 min 05 s 036 | 9      |        |
| 14   | 21 | Bruno Senna            | Mahindra Racing | 30    | Accident         | 8      |        |
| 15   | 77 | Katherine Legge        | Amlin Aguri     | 28    | + 3 tours        | 16     |        |
| 16   | 10 | Jarno Trulli           | Trulli          | 28    | + 3 tours        | 4      |        |
| Abd. | 99 | Nelsinho Piquet        | China Racing    | 22    | Accrochage       | 7      |        |
| Abd. | 18 | Michela Cerruti        | Trulli          | 7     | Accrochage       | 14     |        |
| Dsq. | 27 | Franck Montagny        | Andretti        | 30    | Dopage           | 13     |        |
| Exc. | 23 | Nick Heidfeld          | Venturi         | 14    | Exclu            | 8      |        |

- Bruno Senna, Katherine Legge et Nick Heidfeld ont été désignés par un vote en ligne pour obtenir le fanboost, qui leur permet de bénéficier de 25 kW supplémentaires pendant cinq secondes lors de la course[4].

### Pole position et record du tour
La pole position et le meilleur tour en course rapportent respectivement 3 points et 2 points.
- Pole position :  Nicolas Prost (e.dams-Renault) en 1 min 21 s 779.
- Meilleur tour en course :  Jaime Alguersuari (Virgin Racing) en 1 min 24 s 429 au 20e tour.

### Tours en tête
- Oriol Servià (Dragon Racing) : 5 tours (1-5)
- Sam Bird (Virgin Racing) : 18 tours (6-18 ; 27-31)
- Daniel Abt (Audi Sport ABT) : 8 tours (19-26)

## Classements généraux à l'issue de la course
| Pos. | Pilote                 | Points |
| ---- | ---------------------- | ------ |
| 1    | Lucas di Grassi        | 43     |
| 2    | Sam Bird               | 40     |
| 3    | Franck Montagny        | 18     |
| 4    | Nicolas Prost          | 18     |
| 5    | Karun Chandhok         | 18     |
| 6    | Jérôme d'Ambrosio      | 18     |
| 7    | Sébastien Buemi        | 15     |
| 8    | Charles Pic            | 12     |
| 9    | Oriol Servià           | 12     |
| 10   | Nelsinho Piquet        | 4      |
| 11   | António Félix da Costa | 4      |
| 12   | Jaime Alguersuari      | 4      |
| 13   | Stéphane Sarrazin      | 2      |
| 14   | Daniel Abt             | 2      |
| 15   | Takuma Satō            | 2      |

| Pos. | Écurie                 | Points |
| ---- | ---------------------- | ------ |
| 1    | Audi Sport ABT         | 45     |
| 2    | Virgin Racing          | 44     |
| 3    | e.dams-Renault         | 33     |
| 4    | Andretti Autosport     | 30     |
| 5    | Dragon Racing          | 30     |
| 6    | Mahindra Racing        | 18     |
| 7    | Amlin Aguri            | 6      |
| 8    | China Racing           | 4      |
| 9    | Venturi Formula E Team | 2      |